# 壊し屋 (イベント)
壊し屋（こわしや）は、芸能の興行・イベントを台無しにしたり、評判を落としたりする目的で破壊行為や妨害行為を行う集団の俗称。

## 概要
1990年代から存在しており、アイドルグループ「制服向上委員会」（1992年結成）のイベント会場内では壊し屋に相当する集団が「外道」としてすでに知られていた。
いわゆるアンチのほか、アイドルファンと繋がりのある愚連隊が実行役となっている。また、イベントの抽選に外れた観覧者が暴動を起こす形の壊し屋も発生している。

## 壊し屋が行う行為
壊し屋による行為として、以下のようなものがある。
- 出演者の本名や年齢など、嫌がらせになる内容を叫ぶ[1]。
- あえて人目につく場所で、意図的な乱闘騒ぎを起こす[1]。
- 他の観覧者やスタッフに対する暴行[5][3]。
- 会場設備を破壊する[3]。
- チケットを奪い、正常な運営ができない状態にする[3]。